# بيركان سوكولو
بيركان سوكولو (بالتركية: Birkan Sokullu)‏ (مواليد 6 أكتوبر 1985 في إسطنبول)، هو ممثل وعارض أزياء تركي بدأ مسيرته الفنية سنة 2008. كما كان لاعب كرة سلة سابقاً.

## أعماله
- أحلام بريئة (2010)
- الهاوية (2012)
- مسلسل اسرار البنات (2013)
- سعيد وشورى (2014)
- مسلسل أغنية الحياة (2016)
- وجه لوجه(2018)
- شقة الأبرياء(2020)
- شباط(2021)
- انت اطرق بابي (2020)
- معجزة القرن (2023)